# Tinum
Tinum är en kommun i Mexiko.   Den ligger i delstaten Yucatán, i den östra delen av landet, 1 100 km öster om huvudstaden Mexico City. Antalet invånare är 11 421. Arean är 393 kvadratkilometer.
Terrängen i Tinum är mycket platt.
Följande samhällen finns i Tinum:
- Chichén-Itzá
- Piste